# Eagleville (Kalifornia)
Eagleville – jednostka osadnicza w Stanach Zjednoczonych, w stanie Kalifornia, w hrabstwie Modoc.